# Phasia fenestrata
Phasia fenestrata là một loài ruồi trong họ Tachinidae.